# Cathedral Crags
Cathedral Crags är en kulle i Antarktis. Den ligger i Sydshetlandsöarna. Argentina, Chile och Storbritannien gör anspråk på området. Toppen på Cathedral Crags är 140 meter över havet.
Terrängen runt Cathedral Crags är kuperad västerut, men norrut är den platt. Havet är nära Cathedral Crags söderut. Trakten är glest befolkad. Närmaste befolkade plats är Gabriel de Castilla Spanish Antarctic Station, 7,1 kilometer väster om Cathedral Crags. 